# McLaren M23
McLaren M23 — один из самых успешных гоночных автомобилей в истории Формулы-1, разработанный Гордоном Коппаком с участием Джона Барнарда. Он стал развитием модели McLaren M16A, выступавшей в американской гоночной серии Индикар, но в основном конструкторов вдохновил Lotus 72, откуда были взяты основные формы кузова и конфигурация шасси. В Чемпионатах мира Формулы-1 участвовал с некоторыми изменениями в конструкции с 1973 по 1978 год.

## История
На болиде M23 использовался обычный двигатель Ford Cosworth DFV, но прошедший подготовку специалистами компании по тюнингу двигателей Николсона. Это позволило увеличить мощность до 490 л.с.. Автомобиль имел очень аэродинамически эффективные формы кузова.
Он принял участие в третьем Гран-при Чемпионата 1973 года в ЮАР, и Денни Халм выиграл поул-позицию в первой же гонке. Халм и Питер Ревсон одержали 3 победы в том сезоне. В 1974 году в McLaren из Lotus перешёл Эмерсон Фиттипальди. Его знания успешного болида Lotus 72 помогли доработать McLaren M23, и в том сезоне Фиттипальди и McLaren одержали свои победы — вторую в личном зачёте гонщика и первую в Кубке конструкторов чемпионата мира для команды, опередив Ferrari, Tyrrell и Lotus.
Дальнейшее развитие в 1975 году, в том числе 6-ступенчатая коробка передач (новинка для того времени), помогли Фиттипальди и McLaren занять вторую позицию в обоих чемпионатах за Ники Лаудой на Ferrari 312T. Команда экспериментировала с разными конфигурациями кузова, включая аэродинамическое крылышками перед задними колёсами, пробовала различные профили носа и расширенние кузова перед задними колёсами. Большинство из этих изменений были приняты для M23 и его преемника, M26. В конце сезона 1975 Фиттипальди принял решение покинуть команду, чтобы выступать за рулём машины под маркой команды Fittipaldi своего брата Вилсона. Он был заменён харизматичным Джеймсом Хантом, который выиграл драматический и противоречивый сезон 1976 года на последней модификации M23.
Во время первых тестов новой модели M26, перед сезоном 1977 года команда столкнулась с некоторыми трудностями, поэтому Хант и Йохен Масс выступали на M23 в начале сезона, и хотя автомобилю было уже 5 лет, он все ещё был конкурентоспособным. В сезоне 1978 года шасси M23 использовали, правда без особых успехов, частные команды.
M23 не был самым технически совершенным автомобилем Формулы-1, но постоянная модификация и непрерывное развитие помогли ему выиграть 16 Гран-При, 2 чемпионата мира среди пилотов и Кубок конструкторов в своей истории.
Шасси M23 было модифицировано для использования в гонках Формулы 5000.
Именно модель М23 позволила McLaren занять место в элите Формулы-1 и послужила, по сути, прообразом конструктивной схемы современного автомобиля Формулы-1.

## Результаты выступлений в гонках
| Легенда к таблице |                                                                    |
| --- | ------------------------------------------------------------------ |
| В таблице перечислены результаты всех Гран-при Формулы-1, в которых использовался автомобиль. Строками таблицы являются сезоны, столбцами — этапы чемпионата мира. В каждой клетке указаны сокращённое название этапа и результат, дополнительно обозначенный цветом. Расшифровка обозначений и цветов представлена в нижеследующей таблице. |                                                                    |
| \| Пример \| Описание \| \| ------------ \| ------------------------------------------------------------------ \| \| 1 \| Победитель \| \| 2 \| Второе место \| \| 3 \| Третье место \| \| 5 \| Финишировал, заработав очки \| \| Сход \| Не финишировал, но при этом заработал очки \| \| 12 \| Финишировал, не получив очков \| \| НКЛ \| Финишировал, но не попал в финальную классификацию \| \| 15 \| Участвовал вне зачёта, либо по отдельной классификации \| \| 18 \| Не финишировал, но попал в финальную классификацию \| \| Сход \| Не финишировал \| \| НКВ \| Не прошёл квалификацию \| \| НПКВ \| Не прошёл предквалификацию \| \| ДСК \| Дисквалифицирован \| \| ИСК \| Исключён из протокола соревнований \| \| ТТ \| Заявлен для участия только в тренировках \| \| НС \| Участвовал в квалификации, но не стартовал в гонке \| \| Т \| Травмирован или болен \| \| ОТК \| Отказ от участия \| \| НТР \| Прибыл на соревнования, но на трассу не выезжал \| \| НПР \| Был заявлен в числе участников, но не прибыл к началу соревнований \| \| О \| Соревнования отменены \| \| \| Не участвовал \| \| Поул-позиция \| \| \| Быстрый круг \| \| |                                                                    |
| Пример | Описание                                                           |
| 1 | Победитель                                                         |
| 2 | Второе место                                                       |
| 3 | Третье место                                                       |
| 5 | Финишировал, заработав очки                                        |
| Сход | Не финишировал, но при этом заработал очки                         |
| 12 | Финишировал, не получив очков                                      |
| НКЛ | Финишировал, но не попал в финальную классификацию                 |
| 15 | Участвовал вне зачёта, либо по отдельной классификации             |
| 18 | Не финишировал, но попал в финальную классификацию                 |
| Сход | Не финишировал                                                     |
| НКВ | Не прошёл квалификацию                                             |
| НПКВ | Не прошёл предквалификацию                                         |
| ДСК | Дисквалифицирован                                                  |
| ИСК | Исключён из протокола соревнований                                 |
| ТТ | Заявлен для участия только в тренировках                           |
| НС | Участвовал в квалификации, но не стартовал в гонке                 |
| Т | Травмирован или болен                                              |
| ОТК | Отказ от участия                                                   |
| НТР | Прибыл на соревнования, но на трассу не выезжал                    |
| НПР | Был заявлен в числе участников, но не прибыл к началу соревнований |
| О | Соревнования отменены                                              |
| | Не участвовал                                                      |
| Поул-позиция |                                                                    |
| Быстрый круг |                                                                    |

| Год  | Шасси        | Двигатель             | Шины | Пилоты      | 1    | 2   | 3    | 4    | 5    | 6    | 7    | 8    | 9    | 10   | 11   | 12   | 13   | 14   | 15   | 16   | Место | Очки |
| ---- | ------------ | --------------------- | ---- | ----------- | ---- | --- | ---- | ---- | ---- | ---- | ---- | ---- | ---- | ---- | ---- | ---- | ---- | ---- | ---- | ---- | ----- | ---- |
| 1973 | McLaren M23  | Ford Cosworth DFV 3,0 | G    |             | АРГ  | БРА | ЮАР  | ИСП  | БЕЛ  | МОН  | ШВЕ  | ФРА  | ВЕЛ  | НИД  | ГЕР  | АВТ  | ИТА  | КАН  | США  |      | 3     | 58   |
| 1973 | McLaren M23  | Ford Cosworth DFV 3,0 | G    | Халм        |      |     | 5    | 6    | 7    | 6    | 1    | 8    | 3    | Сход | 12   | 8    | 15   | 14   | 4    |      | 3     | 58   |
| 1973 | McLaren M23  | Ford Cosworth DFV 3,0 | G    | Ревсон      |      |     |      | 4    | Сход | 5    | 7    | 1    | 4    | 9    | Сход | 3    | 1    | 5    |      |      | 3     | 58   |
| 1973 | McLaren M23  | Ford Cosworth DFV 3,0 | G    | Шектер      |      |     |      |      |      |      |      |      | Сход | НС   |      |      |      | Сход | Сход |      | 3     | 58   |
| 1973 | McLaren M23  | Ford Cosworth DFV 3,0 | G    | Икс         |      |     |      |      |      |      |      |      |      |      | 3    |      |      |      |      |      | 3     | 58   |
| 1974 | McLaren M23B | Ford Cosworth DFV 3,0 | G    |             | АРГ  | БРА | ЮАР  | ИСП  | БЕЛ  | МОН  | ШВЕ  | НИД  | ФРА  | ВЕЛ  | ГЕР  | АВТ  | ИТА  | КАН  | США  |      | 1     | 73   |
| 1974 | McLaren M23B | Ford Cosworth DFV 3,0 | G    | Фиттипальди | 10   | 1   | 7    | 3    | 1    | 5    | 4    | 3    | Сход | 2    | Сход | Сход | 2    | Сход | 4    |      | 1     | 73   |
| 1974 | McLaren M23B | Ford Cosworth DFV 3,0 | G    | Халм        | 1    | 12  | 9    | 6    | 6    | Сход | Сход | Сход | 6    | 7    | ДСК  | 2    | 6    | 6    | Сход |      | 1     | 73   |
| 1974 | McLaren M23B | Ford Cosworth DFV 3,0 | G    | Чарлтон     |      |     | 19   |      |      |      |      |      |      |      |      |      |      |      |      |      | 1     | 73   |
| 1974 | McLaren M23B | Ford Cosworth DFV 3,0 | G    | Хэйлвуд     | 4    | 5   | 3    | 9    | 7    | Сход | Сход | 4    | 7    | Сход | Сход |      |      |      |      |      | 1     | 73   |
| 1974 | McLaren M23B | Ford Cosworth DFV 3,0 | G    | Хоббс       |      |     |      |      |      |      |      |      |      |      |      | 7    | 9    |      |      |      | 1     | 73   |
| 1974 | McLaren M23B | Ford Cosworth DFV 3,0 | G    | Масс        |      |     |      |      |      |      |      |      |      |      |      |      |      | 16   | 7    |      | 1     | 73   |
| 1975 | McLaren M23C | Ford Cosworth DFV 3,0 | G    |             | АРГ  | БРА | ЮАР  | ИСП  | МОН  | БЕЛ  | ШВЕ  | НИД  | ФРА  | ВЕЛ  | ГЕР  | АВТ  | ИТА  | США  |      |      | 3     | 53   |
| 1975 | McLaren M23C | Ford Cosworth DFV 3,0 | G    | Фиттипальди | 1    | 2   | НКЛ  | НС   | 2    | 7    | 8    | Сход | 4    | 1    | Сход | 9    | 2    | 2    |      |      | 3     | 53   |
| 1975 | McLaren M23C | Ford Cosworth DFV 3,0 | G    | Масс        | 14   | 3   | 6    | 1    | 6    | Сход | Сход | Сход | 3    | 7    | Сход | 4    | Сход | 3    |      |      | 3     | 53   |
| 1975 | McLaren M23C | Ford Cosworth DFV 3,0 | G    | Чарлтон     |      |     | 14   |      |      |      |      |      |      |      |      |      |      |      |      |      | 3     | 53   |
| 1976 | McLaren M23D | Ford Cosworth DFV 3,0 | G    |             | БРА  | ЮАР | СШЗ  | ИСП  | БЕЛ  | МОН  | ШВЕ  | ФРА  | ВЕЛ  | ГЕР  | АВТ  | НИД  | ИТА  | КАН  | США  | ЯПО  | 2     | 75   |
| 1976 | McLaren M23D | Ford Cosworth DFV 3,0 | G    | Хант        | Сход | 2   | Сход | 1    | Сход | Сход | 5    | 1    | ДСК  | 1    | 4    | 1    | Сход | 1    | 1    | 3    | 2     | 75   |
| 1976 | McLaren M23D | Ford Cosworth DFV 3,0 | G    | Масс        | 6    | 3   | 5    | Сход | 6    | 5    | 11   | 15   | Сход | 3    | 7    | НС   | Сход | 5    | 4    | Сход | 2     | 75   |